# ضفدع هوانرن
ضفدع هوانرن (الاسم العلمي: Rana huanrensis) (بالإنجليزية: Huanren brown frog)‏ هو نوع من الحيوانات يتبع جنس الضفدع الحقيقي من فصيلة الضفادع الحقيقية.